# بعد ظهر يوم أحد على جزيرة لا غراند جات
بعد ظهر يوم أحد على جزيرة لاغراند جات  (بالفرنسية: Un dimanche après-midi à l'Île de la Grande Jatte)‏  هي لوحة رُسمت في عام 1884 بواسطة الفنان جورج سورا وهي أحد لوحاته الأكثر شهرة. وهي مثال رائد للأسلوب التنقيطي المُنجز على قماش رسم كبير. ضمّن سورا في لوحته عدداً من الباريسيين في حديقة على ضفاف نهر السين.

## الخلفية
رسم سورا لوحته « بعد ظهر يوم أحد» في الفترة مابين بين مايو 1884 ومارس 1885، ومن ثم أكتوبر 1885 حتى مايو 1886،  مركزاً بشكل دقيق على المناظر الطبيعية  للحديقة. سورا أعاد صياغة الأصل وأكمل العديد من الرسومات الأولية والرسومات الزيتية. حيث جلس في الحديقة  منتجاً العديد من الرسومات لشخصيات مختلفة من أجل ضمان جودة الشكل وتمامه، وركز على مشاكل اللون والضوء والشكل. حجم اللوحة بشكل تقريبي حوالي 2 من 3 أمتار (7 من 10 أقدام).

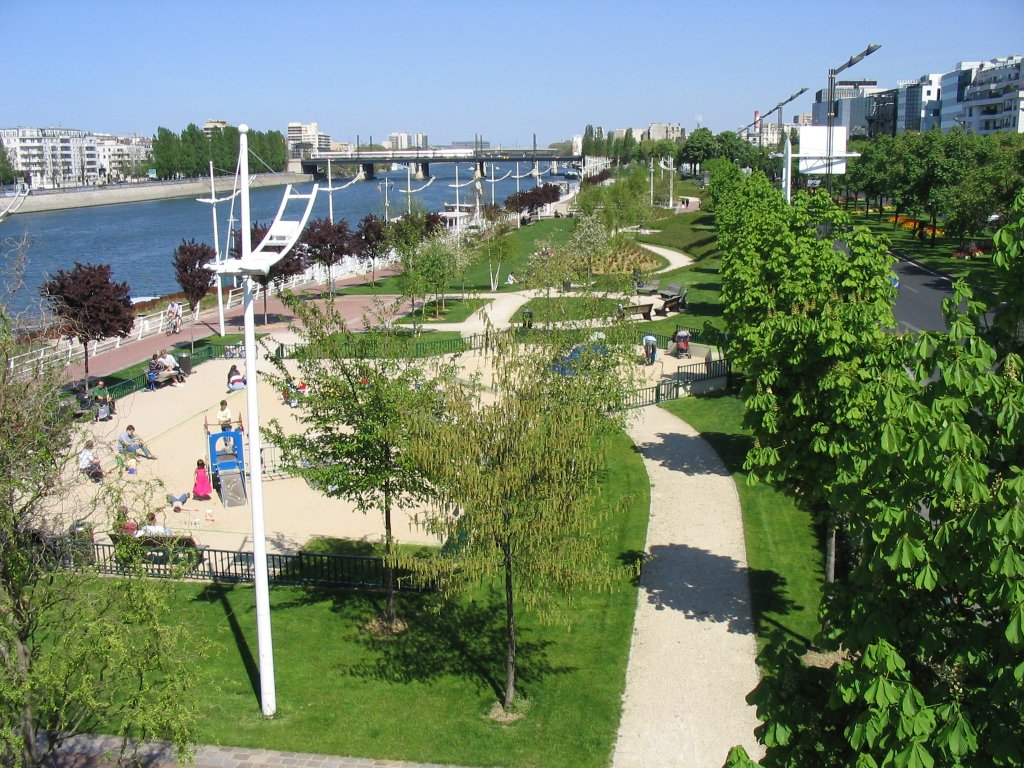
لاغراند جات عام 2006